# Raionul Herson, Herson
Herson (în ucraineană Херсонський район, transliterat: Hersonskîi raion) este un raion în regiunea Herson, Ucraina. Are reședința la Herson.
Are o suprafață de 3.649,9 km². Populația este de 464.400 locuitori, determinată în 2020.